# GMM Grammy
亞洲歌萊美傳播股份有限公司（GMM Grammy Public Company Limited）是創立於1983年的泰國唱片公司，總部位于曼谷，創始人黃民輝，總市值100.8億泰銖。1990年代末，歌萊美成功將泰國組合中國娃娃和偶像歌手TAE推向華語市場。歌萊美在電視劇製作上的代表作有《保留丈夫》、《愛的陰霾》等，電視劇原創音樂代表作《我也愛我所愛》等。

## 旗下公司
- GMMTV（電視節目製作、藝人經紀公司）
- GMM Exact （娛樂演藝公司）
- 歌萊美捌捌陸陸（8866）（GMM Grammy台灣子公司，1999年-2004年， 臺灣）
- 純兒音樂（Pure Music）（歌萊美捌捌陸陸與好樂迪集團合資成立，2002年-2003年， 臺灣）